# برنتلی بی-۲
برنتلی بی-۲ (به انگلیسی: Brantly B-2) یک بالگرد دوسرنشین ساخت شرکت برنتلی اینترنشنال آمریکا است.

## طراحی و توسعه
پس از شکست پروژه برنتلی بی-۱، مهندس برنتلی تصمیم گرفت بالگردی بسیار ساده‌تر از نسخه اولیه برای مصارف غیرنظامی بسازد؛ پس از گذشت سالها با بهینه‌سازی کابین بالگرد و افزایش قدرت به ۱۸۰ اسب بخار بهمراه افزودن سامانه انژکتوری در دهه ۹۰ میلادی، محصول جدید با نام بی-۲-بی معرفی شد. طراحی این بالگرد بمدت بیش از ۵۰ سال بدون تغییر باقی ماند و ارتش ایالات متحده آمریکا تعدادی از این بالگرد را برای عملیات شناسایی و نظارت در سال ۱۹۵۸ به خدمت گرفت. همچنین مدل پهپادی این بالگرد در سال ۱۹۸۶ در خدمت ارتش آمریکا بود. مدل ۵ سرنشین آن با عنوان برنتلی ۳۰۵ نیز به مرحله تولید رسید که چندان موفق نبود و متوقف شد.

## حوادث
بی-۲ از سال ۱۹۶۴ تا ۲۰۰۹ ۲۱ بار دچار سانحه شد که درمجموع بیش از ۲۵ نفر در این حوادث جان باختند.

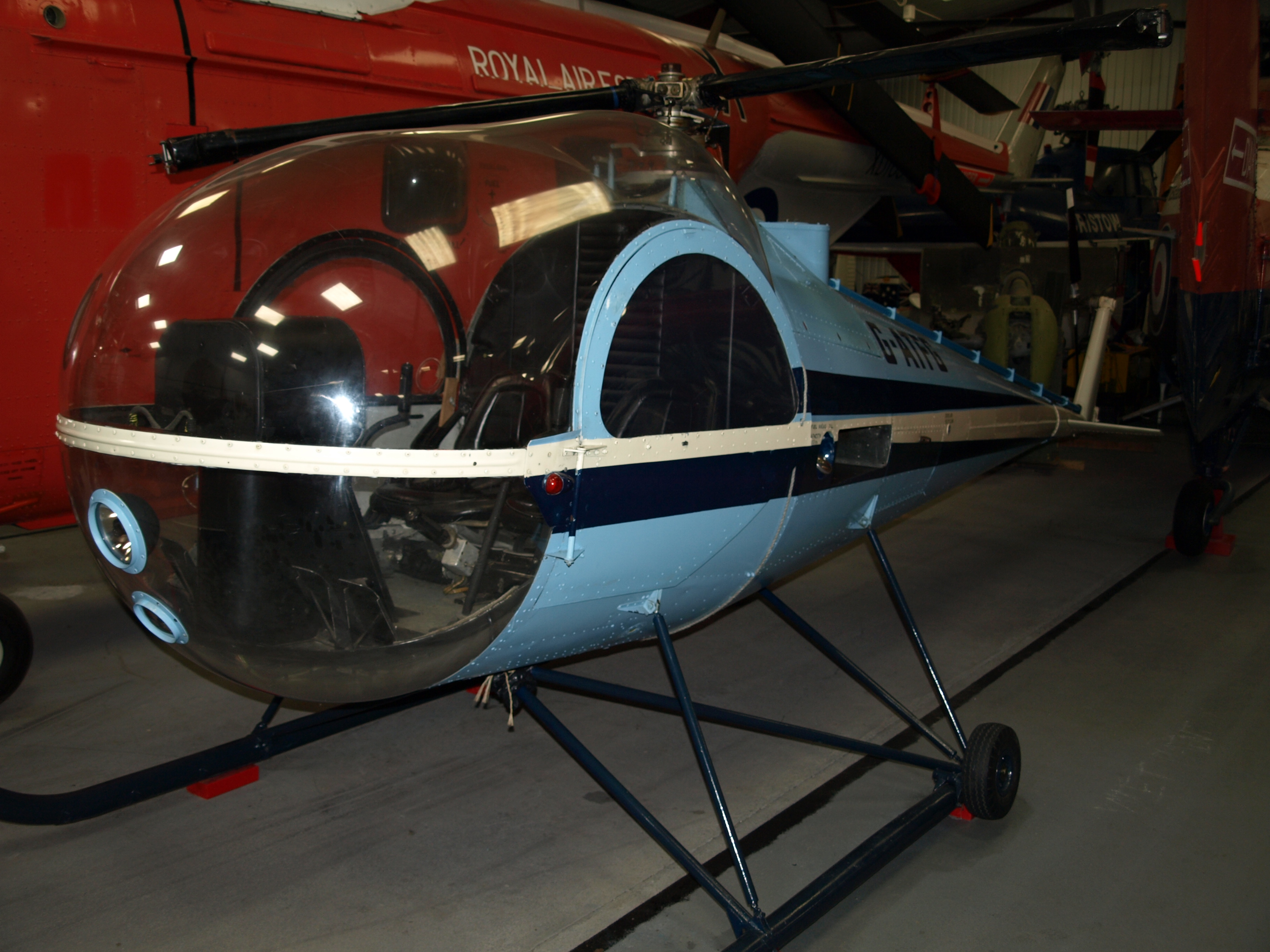
مدل B2B
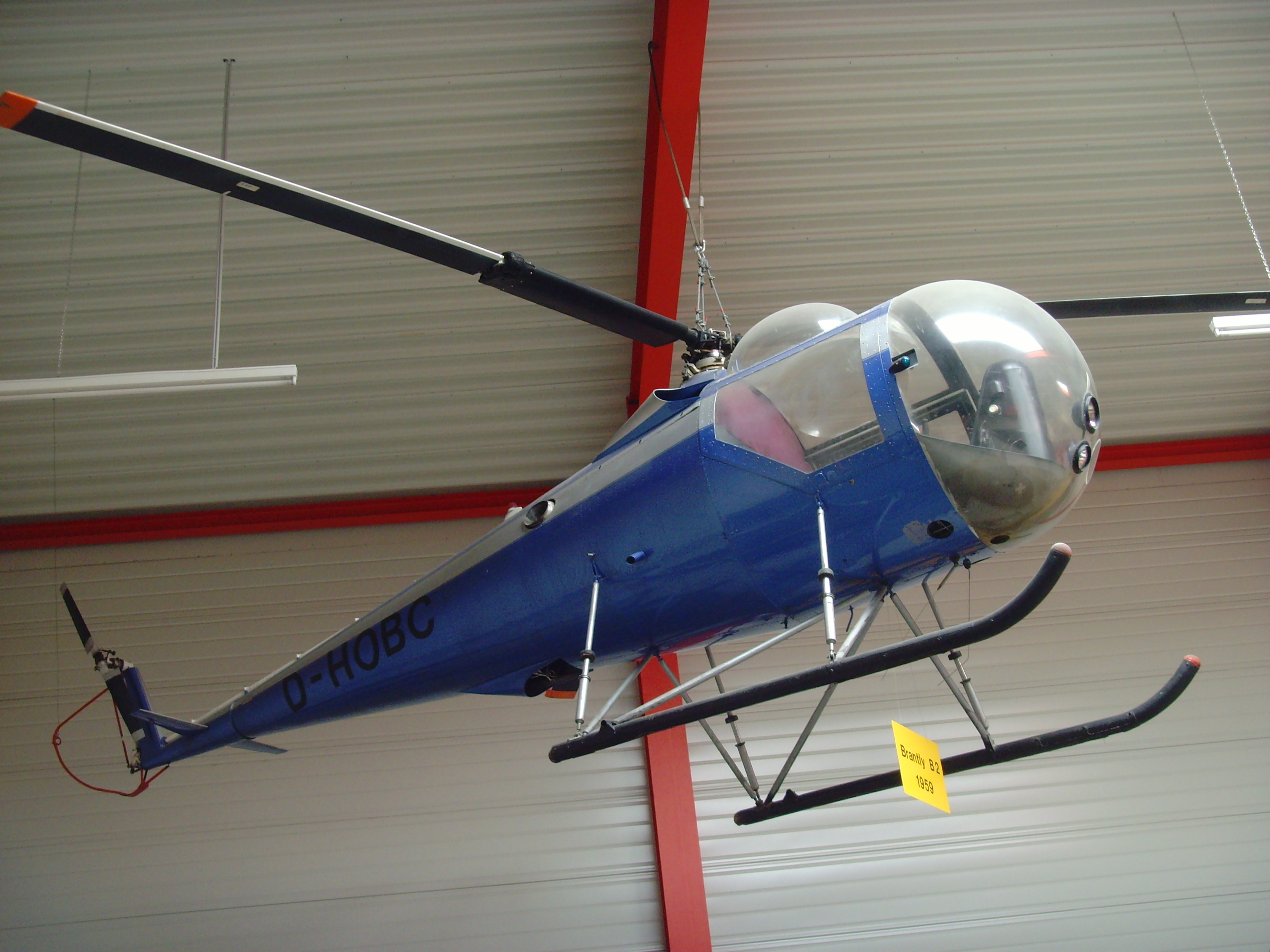
مدل B2

## مشخصات

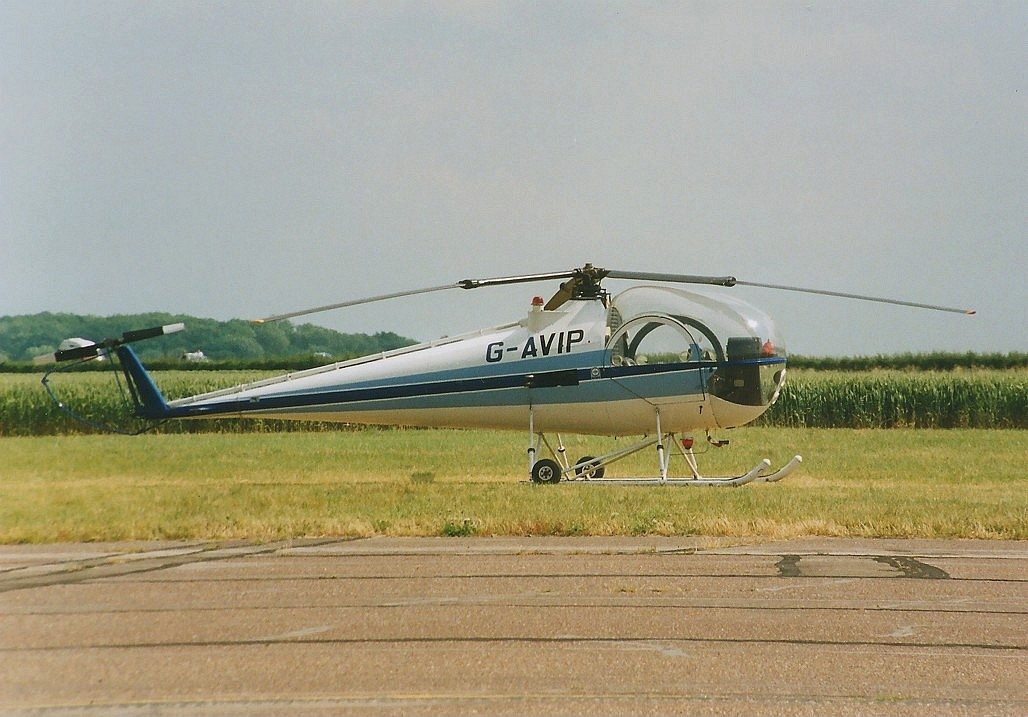
یک فروند بی۲-بی در کشتزار ذرت - انگلستان

داده‌ها از Jane's All the World's Aircraft 1976–77
ویژگی‌های عمومی
- خدمه: ۲
- طول: ۲۱ فوت ۹ اینچ (۶٫۶۳ متر)
- ارتفاع: ۶ فوت ۹ اینچ (۲٫۰۶ متر)
- وزن خالی: ۱٬۰۲۰ پوند (۴۶۳ کیلوگرم)
- بیشترین وزن برخاست: ۱٬۶۷۰ پوند (۷۵۷ کیلوگرم)
- ظرفیت سوخت: ۳۱ گالون آمریکایی (۲۶ گالون بریتانیایی؛ ۱۲۰ لیتر)
- پیشرانه: ۱ عدد air-cooled flat-four engine Avco Lycoming IVO-360-A1A, ۱۸۰ اسب بخار (۱۳۰ کیلووات)
- قطر روتور اصلی:  ۲۳ فوت ۹ اینچ (۷٫۲۴ متر)
- مساحت روتور اصلی: ۴۴۲ فوت مربع (۴۱٫۱ متر مربع)

عملکرد
- حداکثر سرعت: ۱۰۰ مایل بر ساعت (۱۶۰ کیلومتر بر ساعت، ۸۷ گره) at sea level
- سرعت کروز: ۹۰ مایل بر ساعت (۱۴۰ کیلومتر بر ساعت، ۷۸ گره) (75% power)
- بُرد: ۲۵۰ مایل (۴۰۰ کیلومتر، ۲۲۰ مایل دریایی)
- حداکثر ارتفاع: ۱۰٬۸۰۰ فوت (۳٬۳۰۰ متر)
- نرخ صعود: ۱٬۹۰۰ فوت بر دقیقه (۹٫۷ متر بر ثانیه)